# Oenoptila transitaria
Oenoptila transitaria là một loài bướm đêm trong họ Geometridae.